# ENOVIA
 (février 2019).
Si vous disposez d'ouvrages ou d'articles de référence ou si vous connaissez des sites web de qualité traitant du thème abordé ici, merci de compléter l'article en donnant les références utiles à sa vérifiabilité et en les liant à la section « Notes et références ».
ENOVIA est une marque déposée et une gamme de produits de gestion du cycle de vie conçus et commercialisés par Dassault Systèmes. Une filiale américaine du groupe basée à Lowell (Massachusetts) porte également ce nom.

## Histoire
La marque et la société ont été créées en 1998 à la suite du rachat par Dassault Systèmes des activités PDM d'IBM. Sont alors commercialisées les solutions Virtual Product Management et Product Manager
À la suite des acquisitions de SmarTeam en 1999 et de MatrixOne en 2006, la gamme ENOVIA comprend trois familles de logiciels :
- ENOVIA VPLM, qui permet aux grandes entreprises de gérer l'ensemble de leurs données de conception et de production, au sein de la maquette numérique (VPM, 3DCOM, LCA);
- ENOVIA MatrixOne, qui couvre les besoins de conception collaborative, destinée aux grands groupes et aux entreprises de taille moyenne;
- ENOVIA SmarTeam, qui offre une solution GCVP orientée vers les PME.

Le progiciel ENOVIA intègre le langage de script Tcl associé au langage de requête MQL (Matrix Query Language) afin d'automatiser certaines tâches.

## Exemple de programmation
Exemple : requête sur tous les numéros de composants ajouté à la liste lCurrentBOM.
```
tcl
;

set
 
lCurrentBOM
 
""

set
 
lMMComponents
 
[
split
 
[
mql
 
expand
 
bus
 
$sObjectId
 
to
 
rel
 
"EBOM"
 
from
 
rel
 
"EBOM"
 
dump
 
|
]
 
"\n"
];

foreach
 
elem
 
$lMMComponents
 
{

    
set
 
elem
 
[
split
 
$elem
 
|
]

    
set
 
sCompNum
 
[
lindex
 
$elem
 
4
]

    
if
 
{[
lsearch
 
$lCurrentBOM
 
$sCompNum
]
 
==
 
"-1"
}
 
{

        
lappend
 
lCurrentBOM
 
$sCompNum

    
}

}

puts
 
$lCurrentBOM

```